# John Aylmer
John Aylmer (Ælmer ou Elmer; Tivetshall St Margaret, Norfolk, 1521 — Londres, 3 de junho de 1594) foi um bispo inglês, constitucionalista e estudioso da língua grega clássica.

## Juventude e carreira
Ele nasceu em Aylmer Hall, Tilney St Lawrence, Norfolk. Ainda criança, sua precocidade foi notada por Henry Grey, 3.º Marquês de Dorset, mais tarde, 1.º Duque de Suffolk, que o enviou para Cambridge, onde parece ter se tornado estudante do Queens' College. Aproximadamente em 1541 Aylmer foi designado para ser o capelão do duque, e professor de língua grega clássica de sua filha, Joana Grey.
Sua primeira nomeação foi para o arcediagado de Stow, na diocese de Lincoln, mas a sua oposição na Convocação à doutrina da transubstanciação levou a sua destituição do cargo e a sua fuga para a Suíça. Lá, ele escreveu uma réplica à famosa Blast against the Monstrous Regiment of Women de John Knox, sob o título de An Harborowe for Faithfull and Trewe Subjects, etc., e ajudou John Foxe a traduzir os Atos dos Mártires para o latim. Quando Elizabeth ascendeu ao trono, Aylmer retornou para a Inglaterra. Em 1559, foi reconduzido ao posto de arcediago de Stow, e em 1562 ao de arcediago de Lincoln. Participou da famosa Convocação de 1562, que reformou e estabeleceu a doutrina e a disciplina da Igreja da Inglaterra.
Em 1576 Aylmer foi consagrado Bispo de Londres, e enquanto permaneceu no cargo fez-se notório por seu ataque a todos os que divergissem dele em questões eclesiásticas, quer fossem puritanos ou católicos. Foram feitos vários esforços para removê-lo para outra sé episcopal. Ele é muito criticado na famosa Mar prelate Tracts, e é caracterizado como "Morrell," o mau pastor, em Shepheard's Calendar (Julho) de Edmund Spenser. Sua fama como estudioso não consegue equilibrar a sua inadequação como bispo no período de transição em que viveu. Sua Vida foi escrita por John Strype em 1701.

## Obras
"Aylmer, assim como John Ponet e Stephen Gardiner antes dele, é uma figura importante na história da acolhida do governo misto clássico no período Tudor na Inglaterra." John Aylmer escreveu sua obra An harborowe for faithful and trewe subiectes (1559), para defender a monarquia feminina de Elizabeth I.
Aylmer no entanto descreveu a Inglaterra não como "uma simples monarquia, como alguns por falta de consideração pensam, nem uma mera oligarquia, nem uma democracia, mas um governo misto de tudo isso". Ele continua a dizer que no Estado misto, "cada um deles tem ou deve ter autoridade semelhante".
Sua obra, especialmente sua caracterização da Inglaterra como uma monarquia mista, seria importante para os constitucionalistas ingleses posteriores.